# Storia del Gargano

## Il mito
Complesse e di non facile lettura sono le relazioni che collegano il Gargano a miti classici tardoantichi e altomedievali e al santuario micaelico francese di Mont Saint-Michel. Suggestiva la stessa questione del toponimo, che le ultime ricerche considerano connesso al gigante Gargano, dio pre-greco che ha conosciuto un culto nel bacino del mediterraneo e nell'occidente francese. Il mito ci giunge, oltre che tramite la letteratura latina (Valerio Flacco riteneva che l'uccisione di Caco fosse opera del pastore Gargano (Garano) e non di Ercole) anche direttamente con la colonizzazione greca dell'Italia meridionale, mediato dalla figura di Eracle (Ercole) come rappresentazione e incarnazione del gigante Gargano.

## Paleolitico e Neolitico
Recenti studi archeologici hanno evidenziato che il Gargano è stato al centro di un processo evolutivo e culturale fra i più proficui di tutta l'Europa occidentale. Diffusa la presenza dell'uomo paleolitico in diverse zone del Gargano (Grotta Paglicci, grotta Tegliacantoni, Defensola, Foce Romondato, Grotta Spagnoli...).
Tra queste  Pirro Nord, un sito archeologico preistorico nel comune di Apricena, che ha restituito  importanti resti faunistici e strumenti litici olduvaiani, datato a 1 500 000 milioni di anni dal presente (BP - Before Present in inglese), che ne farebbe il più antico insediamento umano in Europa, anche se più recentemente è stato datato a 800 000 anni BP.
La Grotta Paglicci rappresenta un caposaldo nello studio della civiltà paleolitica in Italia e in Europa, sia per la varietà degli strati archeologici documentati da un ricco corredo di reperti su flora, fauna e condizioni dell'uomo preistorico, che per la presenza delle più antiche pitture rupestri, rinvenute finora in Italia.
Il passaggio dal Paleolitico al Neolitico comportò una diversa ridistribuzione spaziale degli insediamenti e il cambiamento di vita tra le due epoche non fu né facile né rapido. 
A Coppa Nevigata (Manfredonia), si trovano forme di vita "di transizione", fra il mondo paleolitico e quello neolitico, di cui espressione evidente è una economia basata non più esclusivamente sulla caccia, ma sulla raccolta di molluschi.
Nascono in questa fase di transizione i "villaggi trincerati" tra cui il villaggio trincerato di Passo di Corvo, “unicum” nel processo di civilizzazione del Neolitico dauno.
L'insediamento preistorico di Grotta Scaloria e Occhipinto (Manfredonia), rappresenterebbe l'approdo finale, alla fine del V millennio, della grande stagione dell'età della pietra nuova.
I numerosi insediamenti neolitici del Gargano erano collegati fra di loro da frequenti rapporti commerciali sia con i popoli situati a Nord-Ovest del Gargano stesso che con tutta l'area della civiltà appenninica, che con il mondo egeo, di cui sono testimonianze i ritrovamenti di vasellame e di ceramica.
Conferma di questo è la diffusione di un notevole commercio dell'industria della selce, presente già in età paleolitica e neolitica.

## Dal IX al IV secolo a.C.
La presenza dei Dauni in terra garganica è testimoniata dal ritrovamento di numerose stele, ubicate un po' dovunque sull'intero territorio garganico.
La necropoli di Monte Saraceno dell'età del Ferro, con le sue 400 tombe, sarebbe uno dei primi insediamenti liburnici esistenti sulle sponde lagunari del Gargano.
Durante il periodo di massimo sviluppo della civiltà dauna, caratterizzata da un mondo religioso ricchissimo di culti e da una fiorente cultura artistica, ebbe inizio la colonizzazione greca che sostituì i propri costumi a quelli fino ad allora tramandati.

## L'epoca romana
Il Gargano entra nell'ambito della civiltà romana nella seconda metà del IV secolo a.C., quando, nella lotta contro i Sanniti, le città daune appoggiarono Roma.
Durante il periodo romano il Gargano si arricchirà di città come Argos Hippium (Arpi) e Sipontum (Siponto), città importanti per cultura e sviluppo economico, dovuto in parte al commercio marittimo e alla posizione di "Ponte fra Occidente e oriente".
Alcuni centri lungo la costa garganica erano probabilmente Portus Garnae (Rodi Garganico), Apeneste (Vieste), Portus Agasus (Portogreco) e Matinum (Mattinata). All'interno vi erano Uria e Devia (quest'ultima di probabile fondazione bizantina).
In età tardo-antica questi centri si trasformarono gradualmente in tanti "vici", vere e proprie unità insediative che saranno i futuri abitati medioevali garganici.

## Cristianesimo
La guerra greco-gotica (535-553) apporterà rovine e distruzioni nei centri dauni, depauperando l'economia e evidenziando una perdita di autorità dell'amministrazione romana che permetterà l'affermazione del Cristianesimo.
D'altro canto i centri garganici erano già diocesi rette da vescovi ormai divenuti gli artefici della rinascita spirituale e civile delle città romane, come Lorenzo Maiorano, vescovo di Siponto, artefice della fondazione del santuario di San Michele e dello sviluppo del pellegrinaggio micaelico con cui il Gargano entra nella storia della civiltà medievale occidentale, con tutto il suo patrimonio religioso e anche culturale.
Il pellegrinaggio che si sviluppò intorno al Santuario e al culto di San Michele, infatti, determinerà nel VII secolo, la conversione dei Longobardi al Cristianesimo, tanto che l'Arcangelo Michele diventerà il loro santo protettore e verrà effigiato sia sulle loro armature che sulle monete.
A testimoniare il rapido diffondersi della nuova religione sono anche i numerosi complessi paleocristiani sparsi un po' ovunque nel territorio garganico.

## Medioevo

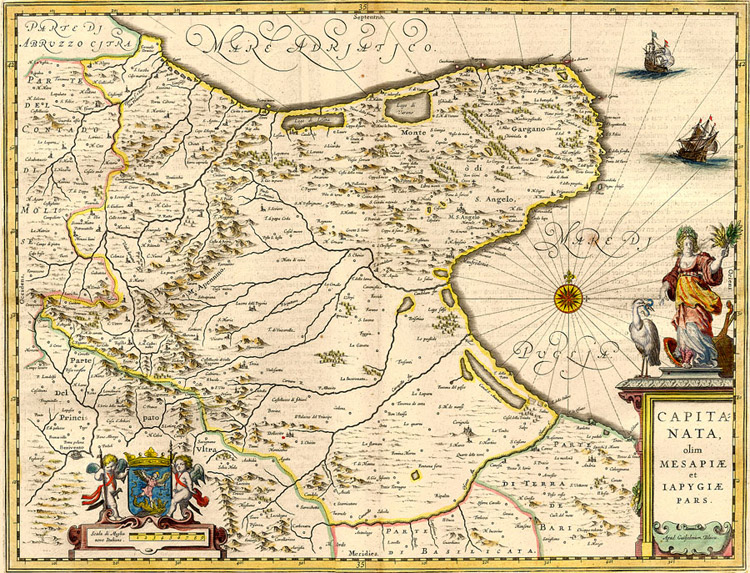
Antica carta geografica del Gargano

Il collegamento fra Benevento, sede del ducato, e il Gargano, sede del culto micaelico, rimarrà una delle costanti principali del Medioevo e favorirà lo sviluppo religioso ed economico dei centri garganici, specie quelli che si troveranno sulla principale direttrice viaria che prenderà, in seguito, la denominazione di Via Sacra Longobardorum.
La riconquista del Gargano da parte dell'impero bizantino alla fine del IX secolo e nella seconda metà del X, oltre alle frequenti scorrerie dei Saraceni e degli Slavi lungo le coste adriatiche, favorirà il sorgere di una vera e propria “civiltà rupestre”, che si caratterizzerà nella creazione di numerosi villaggi sparsi.
Insediamenti rupestri sono evidenti nei centri storici di Peschici (il Rione delle Grotte all'ingresso del paese), di Vico del Gargano (Casale, Civita e Terra) e di Monte Sant'Angelo (Rione Junno).
Questi centri sono caratterizzati, a livello urbanistico, da una "architettura spontanea”, le cui origini sono rintracciabili in quella che è stata l'evoluzione architettonica che si affacciava sul Mediterraneo.
Durante l'XI secolo il dominio bizantino sarà più stabile e accompagnato da un chiaro disegno complessivo di grecizzazione delle strutture politiche e religiose, favorendo, in parte, la ripresa sociale ed economica dei centri urbani, soprattutto quelli costieri.
Già a partire dall'XI secolo si affermeranno, per poi svilupparsi nel XIII, i germi di una nuova stagione politica caratterizzata dalla formazione di un ceto urbano più influente unito ad una ripresa di autorità dei vescovati, che porterà, fra l'altro, alla costruzione o ricostruzione di numerose chiese e cattedrali.

## Periodo normanno
L'arrivo dei Normanni troverà terreno fertile per una rinascita globale non solo del Gargano, ma dell'intera Puglia e delle sue città.
Avvenne proprio nel santuario di San Michele sul Gargano l'incontro fra Normanni e Melo da Bari, esponente più insigne dell'antibizantinismo pugliese, che chiese aiuto, nella sua lotta contro i Bizantini, ad un gruppo di pellegrini normanni tornati dalla Terrasanta.
Da questo momento (1017) i Normanni, tornati in forze in Capitanata, sconfiggeranno i Bizantini, iniziando così la conquista normanna dell'Italia meridionale.
La relativa stabilità del loro dominio creerà le condizioni per una rinascita economica e sociale, favorito anche dall'atteggiamento normanno abbastanza elastico nei confronti delle autonomie e dei privilegi conquistati dai ceti urbani ormai in espansione.
Tale spirito di autonoma volontà politica determinerà sul Gargano, alla fine dell'XI secolo, la nascita di un vero e proprio “Comitatus”, ad opera del conte Enrico, di cui faranno parte diversi centri garganici in una perfetta unità di intenti politici e di scambi economici e culturali.
Espressione di questa età saranno le cattedrali romaniche, simbolo di rinascita spirituale ed economica.
Il Gargano, con il fervore di vita che si manifesterà (soprattutto nei centri costieri), parteciperà attivamente alla rinascita culturale della Puglia, che vedrà, proprio sotto i Normanni, una grande fioritura di chiese, palazzi e castelli.
Ne sono esempi emblematici le chiese di Santa Maria e di San Leonardo di Siponto, le cattedrali di Vieste, l'Abbazia di Santa Maria di Tremiti, la Chiesa di Santa Maria di Monte Devia in San Nicandro Garganico, l'Abbazia di Calena a Peschici, il Battistero di San Giovanni in Tumba e la chiesa di Santa Maria Maggiore in Monte Sant'Angelo; tutte caratterizzate da un nuovo linguaggio artistico, autonomo ed innovativo rispetto a quello bizantino, che delineerà i caratteri dominanti dell'architettura romanica (come il pulpito della cattedrale di Siponto - 1039 - e quello del santuario di San Michele - 1041).

## Periodo svevo
Con gli Svevi il paesaggio urbano della Puglia e del Gargano cambia volto, passando, con Federico II e suo figlio Manfredi, dalla “civiltà delle cattedrali” a quella dei castelli.
Il figlio Manfredi, nel Gargano, consolidò il castrum di Monte Sant"Angelo e fece costruire castelli a Vico del Gargano, Vieste, Carpino, Sannicandro Garganico, Apricena, ecc.., ma soprattutto eresse nel 1256 una vera e propria città, Manfredonia, dopo che Siponto era stata distrutta da un terremoto.
Anche in campo culturale, sotto gli Svevi si avrà un'alta produzione artistica, come dimostra la chiesa di Santa Maria Maggiore in Monte Sant'Angelo.

## Periodo angioino-aragonese
A partire dall'epoca dei sovrani angioini, la locale architettura romanica comincerà a dare spazio a nuovi stilemi d'importazione, fra cui l'arte gotica d'oltralpe.
Si avrà anche un progressivo infeudamento, iniziato in età sveva, dando origine ad una massiccia riorganizzazione delle masserie cerealicole e delle aziende zootecniche.
Questo processo di ruralizzazione diventerà, in seguito, un elemento caratterizzante dell'intero sviluppo economico e sociale, e subordinerà ad esso qualsiasi iniziativa tendente verso una sua possibile industrializzazione.
L'istituzione, poi, della Regia dogana della Mena delle pecore di Foggia, ad opera del re Ferdinando I di Napoli, determinerà il completo abbandono degli apezzamenti abgricoli nell'intera Capitanata, che si vide privare di un ricco patrimonio economico, usato ormai solo come terra di pascolo e di transito per le greggi provenienti dal Molise e dagli Abruzzi, ed assumendo marcate caratteristiche pastorali.
Tutto ciò produsse, fra il XIV e il XV secolo, la scomparsa di numerosi villaggi rurali e il fenomeno, ancora oggi presente, dell'accentramento della popolazione urbana, con il territorio che si andò segnando di una fittissima rete di tratturi, destinati al transito del bestiame, e con presenza di poste, di masserie da campo, nonché con i famosi e caratteristici recinti detti “jazzi”.
Durante il periodo aragonese si hanno in Puglia vari tentativi di restaurazione angioina e rivolte baronali. Ferrante, per pacificare la regione, concede in feudo il Gargano al principe albanese Giorgio Castriota Iskander (lo Skanderbeg), mentre le città costiere incominciavano ad essere insediate dai Turchi.
Ancora vivi nella memoria della gente garganica sono gli eccidi perpetrati dai Turchi, prima a Vieste nel 1554, dove perirono più di 5 000 abitanti, molti dei quali decapitati su quella che viene chiamata da allora la “chianca amara”, e poi a Manfredonia, nel 1620, che venne occupata ed incendiata.
Risalgono al regno di Ferdinando il Cattolico le numerosi torri di difesa, sorte lungo le coste garganiche, così come i frequenti fenomeni di brigantaggio e taglieggiamento nelle campagne.
Gravissimi furono poi i danni subiti a causa del grande sisma della Capitanata del 1627 e del successivo terremoto del Gargano del 1646, che provocarono migliaia di vittime tra la popolazione.

## Periodo borbonico
La politica dei Borbone evidenziò una maggiore attenzione ai bisogni reali dei centri urbani, con la tendenza a frenare gli abusi feudali e i privilegi ecclesiastici.
Tra il 1806 e il 1815, con i francesi, si avrà il fenomeno dell'eversione della feudalità, il frazionamento del Tavoliere, e la conseguente censurazione, nonché l'abolizione della Dogana e la revisione dei catasti, con la conseguente sottrazione delle terre al pascolo e al bosco, facendo sì che queste ultime fossero dissodate e poste a coltura.
Si riuscì infine a predisporre un organico piano per la bonifica delle zone paludose, come quelle sipontine.
I risultati di questa politica di rinnovamento furono minori rispetto alle attese e ai proponimenti, e trovarono un'accanita resistenza da parte dei nobili locali, dei latifondisti e del clero.
D'altro canto, però, ciò gettò le basi per il progressivo depauperamento del ricco patrimonio boschivo e forestale del Gargano, il quale, da questo momento, si vide spogliato dei suoi secolari boschi.

### Ferdinando II
Con il ritorno dei Borbone, e più precisamente con Ferdinando II, nel Gargano si evidenzia un ritorno al latifondo e alla transumanza: sorgeranno numerose masserie da campo e da pecore

## Dopo l'Unità d'Italia
La Capitanata e il Gargano non avranno maggiore floridezza economica dopo l'Unità.
I secolari problemi agricoli e sociali rimarrannò sempre al centro di un processo di sviluppo che non riuscirà a decollare e che si barcamenerà tra crisi e disagio, mancata realizzazione delle riforme e lente conquiste dei contadini, la cui situazione, all'inizio del ‘900, era peraltro una delle peggiori di tutta l'Italia meridionale.
Si dovrà quindi attendere il secondo dopoguerra per il riscatto economico e sociale delle popolazioni garganiche, essendo quest'ultimo il periodo quando si cominceranno a manifestare condizioni sociali rispondenti a quelle della società moderna.

## Oggi
Oggi il Gargano ha assunto una funzione trainante nell'economia della Puglia, specialmente in riferimento allo sviluppo del turismo, che è una delle voci più attive di tutte le attività emergenti del Mezzogiorno, soprattutto con i suoi centri costieri e le bellezze naturali e paesaggistiche di tutto il territorio.